# Нгуєн Фионг Кхань
Нгуєн Фионг Кхань (англ. Nguyễn Phương Khánh; нар. 5 квітня 1995) — в'єтнамська модель, володарка титулу «Міс Земля 2018». Перша представниця В'єтнаму, яка стала переможницею «Міс Земля», і взагалі, яка перемогла в одному з чотирьох провідних світових конкурсів краси.

## Біографія
Народилася 1995 року у місті Бенче на півдні В'єтнаму. Вивчала маркетинг в Університеті Кертіна в Сінгапурі.
21 квітня 2018 року Нгуєн стала другою на конкурсі «Miss Sea Vietnam Globe 2018» та отримала право представляти країну на конкурсі «Міс Земля». 3 листопада 2018 року стала переможницею конкурсу «Міс Земля», який проходив на Філіппінах.